# 라사로 리바스
라사로 리바스 스쿨(스페인어: Lázaro Rivas Scull, 1975년 4월 4일~2013년 12월 22일)은 쿠바의 레슬링 선수, 지도자이다. 2000년 하계 올림픽 남자 레슬링 그레코로만형 플라이급 종목에서 은메달을 획득했으며 세계 선수권 대회에서 메달 3개를 획득했다.

## 경력
1975년 마야베케주의 산니콜라스데바리에서 태어났으며 어린 시절에 수도 아바나로 이주했다. 1984년에 레슬링을 시작한 리바스는 1987년 아바나 체육 학교(EIDE)에 입학했으며 졸업 후 1990년에 고등체육학교(ESPA)에 입학하여 레슬링을 훈련받았다. 고등체육학교를 졸업한 후에는 페드로 발이 이끄는 쿠바의 레슬링팀인 세로 펠라도에 입단하여 발의 지도를 받았다.
1996년에 처음으로 쿠바 국가대표로 발탁되었으며 같은 해 8월 미국 애틀랜타에서 열린 1996년 하계 올림픽에 참가하여 첫 올림픽에 출전했다. 그는 올림픽 2연패를 이룩한 노르웨이의 욘 뢴닝엔을 1회전에서 5-0으로 대파했으며 2회전에서 시리아의 할리드 알파라지를 누르면서 2연속 승리를 달성했다. 이후 아르메니아의 아르멘 나자랸과 불가리아의 요르단 아네프에게 패하면서 대회를 5위로 마쳤다.
1999년 7월 캐나다 위니펙에서 열린 1999년 팬아메리칸 게임에 참가하여 베네수엘라의 다비드 오초아를 꺾고 금메달을 획득했으며 9월에는 그리스 아테네에서 열린 1999년 세계 선수권 대회에서 대한민국의 하태연을 꺾고 첫 세계 선수권 메달이자 금메달을 획득했다.
2000년 9월에는 오스트레일리아 시드니에서 열린 2000년 하계 올림픽에 참가하여 튀르키예의 에르잔 이들드즈, 아제르바이잔의 나티크 에이바조프, 뉴질랜드의 조섬 펠루, 우크라이나의 안드리 칼라슈니코우를 차례로 꺾으며 결승에 진출했다. 결승에서는 대한민국의 심권호를 상대했고 8-0으로 패하면서 은메달을 획득했다.
2007년 팬아메리카 선수권 대회를 마지막으로 국가대표에서 은퇴했으며 2011년에 현역에서 완전히 은퇴했다. 이후 고등체육학교 레슬링 담당 교사로 일했고 쿠바 청소년 레슬링 대표팀 코치를 맡았다. 
2013년 12월 21일 고향 산니콜라스데바리에서 열린 레게톤 공연 관람을 마치고 귀가하던 도중 괴한에게 습격당했다. 이 때 리바스는 칼로 목을 11차례 맞는 중상을 입었고 치료를 위해 인근 산호세데라스라하스의 병원으로 옮겨졌으나 22일에 사망했다.